# إفريقيا ومبادرة الحزام والطريق
يغطي الحزام الاقتصادي لطريق الحرير أوراسيا بدءًا من البر الرئيسي للصين ويتعامل مع ستة مجالات للتعاون الإنمائي تسمى «الممرات». وتمس مبادرة الحزام والطريق، وخاصة طريق الحرير البحري، عددًا من البلدان الإفريقية في شرق وجنوب شرق إفريقيا (مثل إثيوبيا وكينيا وتنزانيا وموزمبيق ومدغشقر وجنوب إفريقيا) وشمال إفريقيا (مصر والمغرب والجزائر).)، والبلدان الإفريقية الداخلية مثل جمهورية الكونغو الديمقراطية وزامبيا وزيمبابوي.

مع حلول 2019م، أكثر من 126 دولة و 29 منظمة دولية قد وقعت على مبادرة الحزام والطريق الصينية من بينها 40 دولة إفريقية، حيث وصل تمويل الصين لمشاريع البنية التحتية في إفريقيا في 2017م 11 مليار دولار.

## التوجه الصيني في إفريقيا

### الحلم الصيني والعلاقات الإفريقية
يزداد التنافس الدولي على إفريقيا ويكتسب أبعادا إستراتيجية جديدة؛ فهي تختزن حوالي %12 من احتيطي النفط العالمي، ونحو %10 من إجمالي احتياطات الغاز الطبيعي العالمي، ناهيك عن المواد الطبيعية التي يزخر بها باطن القارة. ولم تعد القوى المتنافسة التقليدية بل دخلت قوى صاعدة جديدة إلى المنطقة كالصين والهند واليابان. وباعتبار الصين قوة صاعدة جديدة كان من الطبيعي أن تصبح الساحة الإفريقية تجسيداً للمشروع الإستراتيجي الصيني، أو جزءاً مما يسمى «الحلم الصيني»، وتدرك بكين أهمية العلاقات مع دول إفريقيا، ولذا تسعى جاهدة لإنجاح هذه التجربة بوصفها أنموذجاً يقوم وفق رؤية بكين على أساس الاحترام والمساواة وعدم التدخل في الشؤون الداخلية.
ومن خلال السنوات العشرين الماضية شهدت العلاقات الصينية - الإفرقية تطورات غير مسبوقة في تاريخها الحديث والمعاصر. وعلى الرغم من أن وجود الصين في إفريقيا قديم منذ الستينات من القرن الماضي، فإن حجم هذه العلاقات وطبيعتها قد تغير بشكل متسارع منذ بداية تسعينات القرن الماضي. وهذا التسارع في العلاقات جاء لمواكبة الصعود الصيني المتسارع على الساحة الدولية على كل من الأصعدة الاقتصادية والسياسية.

### طريق الحرير الجديد والعلاقات الصينية الإفريقية
مثلت مبادرة الحزام والطريق محطة فارقة في تاريخ العلاقات الصينية الإفرقية. ذلك أن هذه المبادرة وضعت قطار هذه العلاقات على الطريق الصحيح بما أتاحه من مفاهيم وأطر وآفاق وفلسفات وأطرت لشِراكات كبيرة وعميقة وجديدة انبثقت عنها آمال وأحلام لم تكن في حسبان دول إفرقيا. وهي علاقات فيها المنافع المتبادلة ومراعاة المصالح المشتركة والدعم المباشر للشريك، وانعكس ذلك على الأرض في ما أتاحته مبادرة الحزام والطريق من تنمية، وفي قمة أولوياتها تنمية البنيات التحتية لاقتصاديات الدول على طريق الحرير مع طرح الصين من خلال هذه المبادرة على الأفارقة شراكة تحقيق «الكسب للجميع». تعاني إفريقيا من عجز كبير في البنية التحتية، وخاصة الشوارع والجسور والموانئ والمستشفيات والمدارس وغيرها ؛ لذا يتبدى الأمر وكأنما تستجيب المبادرة لاحتياجات الدول الإفريقية.
وقد ساهم في دفع عجلة التطور في العلاقات الصينية الإفريقية ما كابدته إفريقيا في فترة الهيمنة ورغتها في المحافظة على سيادتها، وأيضاً العروض التنموية التي تقدمها الصين بعيداً عن الهيمنة والاستغلال والتدخل في الشؤون الداخلية للدول بما في ذلك إملاء الشروط بمقابل للمساعدات والقروض. كما ساهم تمويل نسبة كبيرة من الاستثمار الصيني في البنية التحتية الإفريقية من خلال قروض امتيازية من الحكومة الصينية والنبوك الصينية. فوصلت بذلك إفريقيا إلى ثاني أكبر سوق لديه عقود مع الصين منذ عام 2009م.